# Super Rugby U20 2022
El Super Rugby U20 2022 fue la segunda edición del torneo profesional juvenil de rugby de Nueva Zelanda.

## Sistema de disputa
Cada equipo disputó tres encuentros, el equipo que finalizó en la primera posición al finalizar el torneo se coronó campeón del torneo.
Puntuación
Para ordenar a los equipos en la tabla de posiciones se los puntuará según los resultados obtenidos.
- 4 puntos por victoria.
- 2 puntos por empate.
- 0 puntos por derrota.
- 1 punto bonus por ganar haciendo 3 o más tries que el rival.
- 1 punto bonus por perder por siete o menos puntos de diferencia.

## Desarrollo
| Pos. | Equipo                 | Encuentros | Encuentros | Encuentros | Encuentros | Tantos | Tantos | Tantos | PB | PB | Puntos |
| Pos. | Equipo                 | PJ         | PG         | PE         | PP         | F      | C      | Dif    | BO | BD | Puntos |
| ---- | ---------------------- | ---------- | ---------- | ---------- | ---------- | ------ | ------ | ------ | -- | -- | ------ |
| 1.º  | New Zealand Barbarians | 3          | 3          | 0          | 0          | 114    | 79     | +35    | 1  | 0  | 13     |
| 2.º  | Highlanders            | 3          | 2          | 0          | 1          | 90     | 77     | +13    | 1  | 0  | 9      |
| 3.º  | Chiefs                 | 3          | 1          | 0          | 2          | 94     | 84     | +10    | 1  | 1  | 6      |
| 4.º  | Blues                  | 3          | 1          | 0          | 2          | 104    | 102    | +2     | 1  | 0  | 5      |
| 5.º  | Crusaders              | 3          | 1          | 0          | 2          | 74     | 96     | -22    | 0  | 1  | 5      |
| 6.º  | Hurricanes             | 3          | 1          | 0          | 2          | 101    | 139    | -38    | 0  | 0  | 4      |

| Bandera de Nueva Zelanda       |
| Campeón New Zealand Barbarians |
| Primer título                  |